# Gaius Antistius Vetus (Republik)
Gaius Antistius Vetus war ein römischer Politiker während der ausgehenden Republik. Er bekleidete 70 v. Chr. das Amt eines Prätors. 69, möglicherweise auch erst 68 v. Chr., war er Proprätor in der Provinz Hispania ulterior. Hier war er Vorgesetzter von Gaius Iulius Caesar, der unter ihm als Quästor diente. Seinen eigenen Sohn, den späteren Suffektkonsul Gaius Antistius Vetus, gab er später in Caesars Obhut.